# Stella Club d'Adjamé
El Stella Club d'Adjamé es un equipo de fútbol de Costa de Marfil que compite en la Segunda División de Costa de Marfil, la segunda liga de fútbol más importante del país.

## Historia
Fue fundado en 1953 en la capital Abiyán por la fusión de los equipos Red Star, Etoile d'Adjamé y el US Bella y es de los pocos equipos de Costa de Marfil en ganar un torneo continental, la Copa CAF 1993.

## Palmarés
- Primera División de Costa de Marfil: 3

1979, 1981, 1984
- Copa de Costa de Marfil: 3

1974, 1975, 2012
- Copa Houphouët-Boigny: 2

1977, 1984
- Recopa Africana: 0
  - Sub-Campeón: 1

1975
- Copa CAF: 1

1993
- Campeonato de Clubes de la WAFU: 1

1981

## Participación en competiciones de la CAF
| Temporada | Torneo                            | Ronda            | Club               | Casa  | Visita | Global      |
| --------- | --------------------------------- | ---------------- | ------------------ | ----- | ------ | ----------- |
| 1975      | Recopa Africana                   | 1                | Mighty Barrolle    | 1-0   | 1-0    | 2-0         |
| 1975      | Recopa Africana                   | Cuartos de final | Ifodjè Atakpamé    | 4-0   | 1-0    | 5-0         |
| 1975      | Recopa Africana                   | Semifinales      | ASC Jeanne d'Arc   | 2-1   | 2-2    | 4-3         |
| 1975      | Recopa Africana                   | Final            | Tonnerre Yaoundé   | 0-1   | 1-4    | 1-5         |
| 1976      | Recopa Africana                   | 1                | US Gorée           | 2-0   | 0-0    | 2-0         |
| 1976      | Recopa Africana                   | 2                | AS Vita Club       | 3-3   | 0-2    | 3-5         |
| 1977      | Recopa Africana                   | 1                | Espoirs Nouakchott | 3-0   | 1-3    | 3-4         |
| 1977      | Recopa Africana                   | 2                | Shooting Stars FC  | 2-0   | 0-3    | 2-3         |
| 1980      | Copa Africana de Clubes Campeones | 1                | Benfica            | 3-2   | 4-0    | 7-2         |
| 1980      | Copa Africana de Clubes Campeones | 2                | MP Algiers         | 4-2   | 1-3    | 5-5 (a)     |
| 1982      | Copa Africana de Clubes Campeones | 1                | Adjidjas FAP       | 3-1   | 3-1    | 6-2         |
| 1982      | Copa Africana de Clubes Campeones | 2                | RC Kouba           | 1-0   | 0-1    | 1-1 (3-4 p) |
| 1985      | Copa Africana de Clubes Campeones | 1                | US Gorée           | 1-1   | 0-3    | 1-4         |
| 1993      | Copa CAF                          | 1                | Kamboi Eagles FC   | w.o.1 | w.o.1  | w.o.1       |
| 1993      | Copa CAF                          | 2                | AS Sigui           | 3-0   | 2-0    | 5-0         |
| 1993      | Copa CAF                          | Cuartos de final | Mbilinga FC        | 1-1   | 2-2    | 3-3 (a)     |
| 1993      | Copa CAF                          | Semifinales      | Insurance FC       | 3-0   | 0-1    | 3-1         |
| 1993      | Copa CAF                          | Final            | Simba SC           | 0-0   | 2-0    | 2-0         |
| 2013      | Copa Confederación de la CAF      | Preliminar       | Onze Créateurs     | 1-1   | 0-3    | 1-4         |

1- Kamboi Eagles FC abandonó el torneo.

## Jugadores

### Jugadores destacados
| - Pius Ndiefi - Kanga Akalé - Anoh Attoukora - Tiecoura Coulibaly - Boris Kadio Didier - Alassane Diomande - Constant Djakpa - Serge Djiehoua | - Cyril Domoraud - Vincent Die Foneye - Jean-Jacques Gosso - Abdul Moustapha Ouedraogo - Noel Yobou - Aboubacar Fofana - Franck Kessié |